# Calodromius
Calodromius es un género de coleópteros adéfagos de la familia Carabidae. Sus especies se distribuyen por el paleártico: Europa, el norte de África y Asia, y el subcontinente indio.

## Especies
Se reconocen las siguientes:
- Calodromius bifasciatus (Dejean, 1825)
- Calodromius henoni (Bedel, 1907)
- Calodromius ingens (Andrewes, 1933)
- Calodromius lebioides (Bedel, 1900)
- Calodromius mayeti (Bedel, 1907)
- Calodromius putzeysi (Paulino de Oliveira, 1876)
- Calodromius sphex (Andrewes, 1933)
- Calodromius spilotus (Illiger, 1798)